# American Alpha
American Alpha foi uma dupla de luta livre profissional composta por Jason Jordan e Chad Gable, que trabalhou na WWE no programa SmackDown, onde foram campeões de duplas uma vez. Enquanto competiam no território de desenvolvimento da WWE, o NXT, também conquistaram o NXT Tag Team Championship em uma ocasião.

## Na luta livre
- Movimentos de finalização da dupla
  - Grand Amplitude (Combinação Belly-to-back pop-up (Jordan) em um bridging high-angle belly-to-back suplex (Gable))[1][2]
- Movimentos secundários da dupla
  - Northern Lights suplex duplo
  - Dropkick de Jordan para um Bridging German suplex de Gable
- Temas de entrada
  - "Elite" por CFO$[3] (NXT/WWE; 29 de julho de 2015–17 de julho de 2017)

## Campeonatos e prêmios
- Wrestling Observer Newsletter
  - Novato do ano (2015) – Gable[4]
- WWE NXT
  - NXT Tag Team Championship (1 vez)

- WWE
  - WWE SmackDown Tag Team Championship (1 vez)